# Таналыкский сельсовет (Оренбургская область)
Таналыкский сельсовет — сельское поселение в Кваркенском районе Оренбургской области Российской Федерации.
Административный центр — село Таналык.
В 2018 году Таналыкский сельсовет присоединён к Приморскому сельсовету.

## История
9 марта 2005 года в соответствии с законом Оренбургской области № 1900/342-III-ОЗ образовано сельское поселение Таналыкский сельсовет, установлены границы муниципального образования.

## Население
| 2010 | 2012 | 2013 | 2014 | 2015 | 2016 | 2017 |
| ---- | ---- | ---- | ---- | ---- | ---- | ---- |
| 592  | ↘562 | ↘549 | ↘511 | ↘482 | ↘469 | ↘453 |
| 2018 |      |      |      |      |      |      |
| ↘441 |      |      |      |      |      |      |

## Состав сельского поселения
| № | Населённый пункт | Тип населённого пункта       | Население |
| - | ---------------- | ---------------------------- | --------- |
| 1 | Таналык          | село, административный центр | 518       |
| 2 | Чапаевка         | село                         | 74        |